# ウリヤンハイ三衛
ウリヤンハイ三衛とは、14世紀から16世紀にかけてヒンガン山脈周辺に居住した遊牧集団であり、朶顔衛（ウリヤンハイ）・泰寧衛（オンリュート）・福余衛（オジェート）の三衛によって構成された。モンゴル帝国-大元ウルス時代の東方三王家の後裔と見られ、洪武21年（1388年）明朝に降伏し羈縻衛所に編成されたことで成立した。後に南下して遼西方面に居住したが、チャハル部の東遷以後は他の部族に併合され、「三衛」は事実上解体された。

## 名称
漢文史料においては「兀良哈（ウリヤンハイ）三衛」（Урианхайн гурван харуул）、「朶顔（ドヤン）三衛」、もしくは単に「三衛」と記されている。「朶顔／兀良哈」で以て三衛を総称するのは朶顔衛が三衛の中で最も南に位置し明朝との交流も最も多かったためである。しかし、実際にウリヤンハイ人によって構成されるのは朶顔衛のみであり、泰寧衛と福余衛はそれぞれオンリュートとオジェートによって構成されていた。
一方で、蒙古源流などのモンゴル語で書かれた歴史書では、この東方の勢力を山陽の六千オジェート（モンゴル語: Өлгийн зургаан мянган Үжээд ölge-yin ǰirγuγan mingγan öǰiyed）、またはオジェート＝ウルス（ᠦᠵᠢᠶᠡᠳ 
ᠤᠯᠤᠰ öǰiyed ulus）と呼称している。これは、明朝とは逆に最もに北に位置する福余衛(オジェート)を以てこの集団を総称したためである。また、オジェートの居住地がヒンガン山脈の日の当たる側だったため、「山陽のトゥメン」とも称した。

## 地理
『明史』を初めとする明代後期以降の史料では三衛の本拠が明初よりずっと遼西方面にあったかのように記されているが、これは史実ではない。元末明初の遼河方面は国王ムカリの子孫であり大兵力を有していたナガチュの勢力圏であり、後に三衛と呼ばれる集団はこれよりさらに北方のノーン河流域に居住していた。この頃は泰寧衛が洮児河流域の洮南方面、福余衛が綽爾河流域のチチハル方面、朶顔衛が洮児河上流方面に位置していた。
永楽帝の死後、明朝の対外進出が低調になると三衛は次第に南下し、遼西方面から長城の付近に居住するようになった。明朝中期以後の三衛の居住地区は、朶顔衛が「大寧の前より喜峯口に至る、宣府に近い地」、泰寧衛が「錦州・義州より広寧を経て、遼河に至る地」、福余衛が「黄泥窪より瀋陽・鉄嶺を越えて、開原に至る地」であった。
西方ではドチン・モンゴル(四十モンゴル)(韃靼)、東方では海西女直（フルン）、南方では明朝といった勢力と接しており、西方では主にヒンガン山脈を、東方ではノーン河とフルン河を分かつ広野を境界としていた。

## 歴史

### 三衛の創建
洪武元年（1368年）、大将軍徐達率いる明軍は大都を攻略し、元のハーンであるトゴン・テムル（順帝／ウハート・ハーン）は北走し応昌に逃れた。一般的に、これ以後の大元ウルスを北元と呼ぶ。これに続けて明軍は洪武2年（1369年）に応昌を、洪武3年（1370年)に上都を攻略して北元を追い詰め、トゴン・テムルに代わってハーンとなったアユルシリダラ（ビリクト・ハーン）は北モンゴルまで逃れた。洪武5年（1372年）に明軍が北モンゴルで大敗を喫すると、明朝のモンゴル出兵は一時的に低調となったものの、洪武20年（1387年）に東モンゴルの大勢力であるナガチュが明朝に投降し、翌洪武21年（1388年）にハーンのトグス・テムル（ウスハル・ハーン）が殺されるとモンゴル側の劣勢は決定的となり、明朝に投降するモンゴル人が相次いだ。
チンギス・カンの末弟テムゲ・オッチギンの子孫である遼王アジャシュリもまた、トグス・テムルの死によって明朝への投降を余儀なくされ、これを受けた洪武帝は洪武22年（1389年）にアジャシュリの部衆を朶顔衛・泰寧衛・福余衛の三衛に編成した。これがウリヤンハイ三衛の起源となったが、この時のアジャシュリらの投降は自衛のための一時的なものに過ぎず、洪武26年（1393年）には早くもアジャシュリは明朝の辺境を攻撃し、傅友徳らによって撃退されている。洪武27年（1394年）には北モンゴルのアンダ・ナガチュを攻撃した明軍がアジャシュリに対して招諭しているが、洪武年間に三衛が再び明朝に降ることはなかった。靖難の役を制した燕王が皇帝に即位すると、永楽元年（1403年）に再び三衛を設立し、新たに首領を定めた。『明史』などでは「靖難の役に際して三衛が燕王側について寧王朱権を捕らえたので、戦後に燕王はこれを労って大寧周辺の地を与えた」とする記述があるものの、これは永楽帝の大寧都司移動（1403年）と三衛の南下（15世紀中葉）とを混同した後世の創作であると考えられている。ただし、寧王朱権の南昌移封とウリヤンハイ三衛に大寧周辺を与えたのは、永楽帝が燕王時代に一部の懐柔に成功していたモンゴル勢力を明に対する脅威とはみなしていなかったからであり、北京遷都も当初はモンゴルに備えた軍事的目的では無く南北統一の促進を図った政治的・経済的目的によるものであり、その後の情勢の変化によってモンゴル親征へと方針が転換されたとする見解もある。

### アルクタイの支配
トグス・テムルの死後、モンゴリアでは東方のドチン・モンゴル（四十モンゴル、明側では韃靼と呼称）と西方のドルベン・オイラト（四オイラト、明側では瓦剌と呼称）が覇権を争う時代となった。このような中で、三衛はしばしば勢力拡大を図るモンゴル勢力の侵攻に晒された。オルク・テムル・ハーンは元の末裔である三衛とコムル（ハミ）が明朝に内属するのを不快に思い、これを窺っていた。また、次代のオルジェイ・テムル・ハーンは永楽7年（1409年）に三衛を襲撃している。一方、15世紀初頭に東モンゴルの有力者であったアルクタイは独自に三衛を統制下に置いており、永楽8年（1410年）に永楽帝の親征を受けた際、三衛に逃げ込むほどであった。また、アルクタイは三衛の支配層と婚姻関係を持つなど強い結びつきを有しており、永楽帝晩年の韃靼遠征の目的の1つにアルクタイと三衛の結びつきを断つことがあったとする説もある。
永楽帝晩年の親征によってアルクタイの勢力が衰えると、三衛は次第にこれに離反するようになった。洪熙元年（1425年）2月には三衛は明に通じて馬市を許されており、同年11月にアルクタイはこの背反を責めるため三衛を攻撃している。宣徳6年（1431年）にアルクタイがオイラトに敗れると、翌年三衛はこれを侮って略奪を行ったが、逆にアルクタイの大攻勢を受け、三衛の部衆は海西女直にまで逃げ込んだ。しかし、オイラトのトゴンによってアルクタイが追い詰められると三衛はこれに協力してアルクタイを攻め、宣徳9年（1434年）にアルクタイは亡くなりモンゴル（韃靼）の勢力は瓦解した。これ以後、それまで明朝の辺境を犯していた三衛は明と通好するようになり、明朝に使者を送ってモンゴルに進出することを要請するようになった。これは、没落したアルクタイの勢力に代わって東方に進出してきたオイラトのトゴンの勢力に対応するためであると考えられている。

### オイラトの征服
それまで三衛を統制していたアルクタイの勢力が瓦解すると、三衛は西方・南方への進出を始めた。正統2・3年（1437年-1438年）の頃には山西陝西方面に出没して明軍と紛争を起こし、正統四年以降は南方の薊遼方面にも進出を始めた。このため、明朝は正統8年（1443年）に数万の大軍を以て三衛に侵攻し、赤峰附近まで進出して帰還した。明朝と本格的に対立し始めた三衛はオイラトに助けを求めることで対抗しようとし、明朝への侵攻が一旦計画されていたが、今度は東方で三衛と女直との対立が始まったため一時延期された。勢力を拡大させゆくオイラトとその与党の三衛に危機感を抱いた海西(フルン)女直の諸衛は連合して正統9・10年（1444年-1445年）に三衛を攻め、これに対して海西女直と接する泰寧衛・福余衛が応戦した。明朝はオイラト・三衛に対抗する海西女直に好意的に接し、両者の戦いが長引くとこれを調停して戦闘は終結した。一連の戦闘によって三衛は疲弊していたが、正統11・12年（1446年-1447年）には盟主たるオイラトのエセンが三衛に逃げ込んでいたアルクタイの子供を討つことを名目に三衛に侵攻した。このオイラトの侵攻によって三衛は大打撃を蒙って勢力を著しく衰えさせた。この時の三衛侵掠はかなり徹底的なものであったらしく、後にエセンを弑逆したアラク・テムルはエセンの三大罪の一つとして三衛を殺戮したことを挙げている。
完全にオイラトの支配下に入った三衛は当初女直とともにエセンの傀儡ハーンであったトクトア＝ブハ（タイスン・ハーン）の勢力下にあったが、タイスン・ハーンがエセンと対立し殺されると景泰2年（1451年）にエセンの直接支配下に置かれ、西方（現在のアルシャー盟方面）への移住を強制された。この後アラク・テムルがエセンを弑逆したことによってオイラト帝国は崩壊し、三衛もまた独立を回復したが、その居住地はオイラトの進出以前より大きく異なるものとなっていた。三衛の大部分はノーン河流域より南方の遼西方面に移住して以後この地域が三衛の根拠地となった。また、この時期に西方に移住した三衛の部衆の子孫が、後にオイラトのホシュート部になったと考えられている。

### 衰退
エセンを殺したアラク・テムルはハラチン部のボライによって殺され、今度はボライがモンゴリア最大の勢力となった。天順6年（1462年）にボライは三衛に侵攻し、翌天順7年（1463年）頃には三衛を完全に統御するに至った。このため、天順8年（1464年）にボライが女直・遼東方面に侵攻すると、三衛の頭目もまたこれに従軍した。成化2年（1466年）、ボライの同盟者であったオンリュート部のモーリハイがボライを殺しその配下の勢力を吸収すると、三衛もまたモーリハイの支配下に入った。しかし、急速に勢力を拡大したモーリハイに反抗する勢力も現れ、元ボライの配下であったオロチュは朶顔衛と手を組み、成化4年（1468年）にモーリハイは朶顔衛千戸奄可帖木児と争った後に亡くなった。。モーリハイの死後はマンドゥールン・ハーン、ベグ・アルスランが三衛を統制下に置き、これら北モンゴルの諸勢力の進出によって困窮した三衛は成化12年（1476年）に明朝に広寧馬市の開設を請願したが、その誠意を疑った明朝によって拒絶された。マンドゥールンらが亡くなり、代わってイスマイル・タイシが隆盛するとこれも三衛に進出しようとし、成化18年（1482年）に三衛と交戦している。
マンドゥールン・ハーン、バヤン・モンケ・ボルフ晋王の後にバト・モンケ（ダヤン・ハーン）がハーンとなると、成化19年（1483年）にイスマイル・タイシを攻め滅ぼした。前年よりイスマイルと戦果を交えていた三衛もまたこれに協力してイスマイルを挟撃し、捕虜としたイスマイルの子供を海西女直に奴隷として売り払っている。ダヤン・ハーンはこれに続きモンゴリア各地の諸勢力を討伐し、モンゴリアの再統一を果たしたが、その過程で三衛もダヤン・ハーンの統制下に置かれた。ダヤン・ハーンの死後、その孫の世代ではトゥメト部のアルタン・ハーンが隆盛し、本来のハーンでありチャハル部を率いるボディ・アラク・ハーンはこれに押され東遷を余儀なくされた。ボディ・アラク・ハーンの東遷の際、泰寧衛の満会王などは彼によって滅ぼされており、この頃泰寧衛・福余衛は解体されたと見られる。以後も明朝の記録には泰寧衛・福余衛が登場するものの、これは三衛に明朝への朝貢が許されていたことを利用して、ハルハ部などの首長がその名義を詐称したものである。唯一朶顔衛のみはホトン、ゲリ・ボロトといった有力な首長の下ハーンとの親密な関係を崩さず、清朝の成立まで存続し続けた。

### 三衛の末裔
三衛の中で唯一残った朶顔衛は西隣の大勢力ハラチン部の影響下にあったが、17世紀初頭にリンダン・ハーンがモンゴリアの統一を目指して西遷を始めると、これによってハラチン部は解体された。チャハルの活動に危機感を抱いた朶顔衛は後金国に救援を求め、清の天聡6年（1632年）にホンタイジのチャハル遠征によってハラチンの残部、朶顔衛は後金国の統治下に入った。そこでハラチン部は再編成され、元朶顔衛の首長を統治者とするハラチン旗が成立した。後金国改めダイチン・グルン(清朝)の統治下でジョソト盟ハラチン右翼旗・左翼旗・中旗は存続し、満州国時代を経て現在のカラチン旗に至っている。